# Суперкубок Парагвая по футболу
Суперкубок Парагвая (исп. Supercopa de Paraguay) — соревнование по футболу, организуемое Парагвайской футбольной ассоциацией. Состоит из одного матча, в котором играют обладатель Кубка Парагвая и чемпион Парагвая. Матчем за суперкубок официально закрывается очередной футбольный сезон в Парагвае.

## История
21 октября 2019 года Исполнительный совет Парагвайской футбольной ассоциации одобрил идею организации нового турнира.После этого, 22 декабря 2019 года, Президент Парагвайской футбольной ассоциации Роберт Харрисон объявил о создании Суперкубка Парагвая.
Изначально планировалось, что турнир состоится в декабре 2020 года. Однако из-за пандемии COVID-19 и отмены Кубка Парагвая на тот год, его проведение пришлось отложить до 2021 года.

## Клубы-участники
Суперкубок Парагвая проводится между:
- Обладателем Кубка Парагвая
- Чемпионом Парагвая в сводной таблице.

В случае, если одна и та же команда выигрывает Кубок Парагвая и заканчивает сезон как лучший чемпион, её соперником в Суперкубке становится чемпион лиги в оставшемся турнире (Апертура или Клаусура). Если одна и та же команда выигрывает Апертуру и Клаусуру, так и Кубок Парагвая, матч за Суперкубок отменяется, и этой команде автоматически присуждается титул. 

## Формат соревнований
Формат соревнований включает одну игру продолжительностью 90 минут, которая будет проводиться на стадионе «Дефенсорес дель Чако».
В случае, если игра завершается вничью, победитель определяется в серии послематчевых пенальти.

## Розыгрыши
| № | Год  | Чемпион               | Результат | Финалист       |       |
| - | ---- | --------------------- | --------- | -------------- | ----- |
| 1 | 2021 | Олимпия (1)           | 3:1       | Серро Портеньо | [ 5 ] |
| 2 | 2022 | Спортиво Амелиано (1) | 1:0       | Олимпия        | [ 6 ] |
| 3 | 2023 | Либертад (1)          | отменен   |                | [ 7 ] |

## Достижения

### По клубам
| Клуб              | Чемпион | Год  | Финалист | Год  |
| ----------------- | ------- | ---- | -------- | ---- |
| Олимпия           | 1       | 2021 | 1        | 2022 |
| Спортиво Амелиано | 1       | 2022 | —        |      |
| Либертад          | 1       | 2023 | —        | —    |
| Серро Портеньо    | —       | —    | 1        | 2021 |